# Манье
Манье́ (фр. Magnet) — коммуна во Франции, находится в регионе Овернь. Департамент коммуны — Алье. Входит в состав кантона Варен-сюр-Алье. Округ коммуны — Виши.
Код INSEE коммуны — 03157.

## Население
Население коммуны на 2008 год составляло 794 человека.
| 1962 | 1968 | 1975 | 1982 | 1990 | 1999 | 2008 |
| ---- | ---- | ---- | ---- | ---- | ---- | ---- |
| 711  | 722  | 611  | 592  | 656  | 694  | 794  |

## Экономика
В 2007 году среди 478 человек в трудоспособном возрасте (15—64 лет) 357 были экономически активными, 121 — неактивными (показатель активности — 74,7 %, в 1999 году было 72,1 %). Из 357 активных работали 320 человек (179 мужчин и 141 женщина), безработных было 37 (17 мужчин и 20 женщин). Среди 121 неактивных 32 человека были учениками или студентами, 49 — пенсионерами, 40 были неактивными по другим причинам.